# Max von Detten
Max Alfred von Detten (* 22. August 1877 in Kleve; † 10. November 1945 in Bad Kreuznach) war ein deutscher Weingutsbesitzer und Politiker (Wirtschaftspartei, NSDAP).

## Leben
Nach dem Besuch des Gymnasiums wurde Detten als Selektaner Offizier der Preußischen Armee und diente fünf Jahre lang als Adjutant. Er besaß seit 1901 ein Weingut in Bad Kreuznach und betrieb daneben als Kaufmann einen Weingroßhandel. Ab 1912 war Mitglied der Handelskammer Koblenz. Am Ersten Weltkrieg nahm er als Flieger der Luftstreitkräfte teil, zuletzt als Hauptmann und Kommandeur einer Abteilung.
Detten studierte in den 1920er Jahren Wirtschafts- und Sozialwissenschaften an der Universität Frankfurt. Während der Rheinlandbesetzung wurde er zwei Mal ausgewiesen, zunächst für ein Jahr, später nochmals für zwei weitere Jahre. Danach war er Erster Vorsitzender des Reichsverbandes der Ausgewiesenen und Verdrängten von Rhein und Ruhr. Ferner war er Mitglied am Finanzgericht Köln.
Detten war Kreistagsmitglied des Landkreises Bad Kreuznach, Abgeordneter des Provinziallandtages der Rheinprovinz und von 1925 bis 1928 Mitglied des Preußischen Staatsrates. Im Mai 1928 wurde er für die Reichspartei des Deutschen Mittelstandes (Wirtschaftspartei) in den Preußischen Landtag gewählt. Er trat aus der Partei aus und war seit dem 12. Juni 1931 fraktionsloser Abgeordneter. Am 1. August 1931 schloss er sich dem Radikalen Mittelstand an, verließ aber auch diesen und gehörte ab dem 19. Dezember 1931 erneut keiner Fraktion an. Zum 1. April 1932 trat er in die NSDAP ein (Mitgliedsnummer 1.045.729), verließ die Partei aber 1938 wieder. Mit Ablauf der Legislaturperiode schied er aus dem Parlament aus. Er war Vertreter des Wahlkreises 21 (Koblenz-Trier).